# Магершала Алі
Магершала Алі (англ. Mahershala Ali; нар. 16 лютого 1974) — американський актор, лауреат двох премій «Оскар» (2017, 2019), найбільш відомий ролями у серіалах «Картковий будинок» та «Справжній детектив» (3 сезон) і фільмах «Голодні ігри: Переспівниця. Частина І», «Місячне сяйво», «Зелена книга».
За роль у «Місячному сяйві» був номінований на премію Гільдії кіноакторів, «Оскар», «Золотий глобус» та отримав премію «Вибір критиків» за найкращу чоловічу роль другого плану. У 2019 році став лауреатом «Золотого глобусу» за фільм «Зелена книга» (найкращий актор другого плану).

## Життєпис
Магершала Алі народився у 1974 році в Окленді й виріс у Гейварді, штат Каліфорнія. Названий на честь молодшого сина пророка Ісаї. Вихований мамою-християнкою, він пізніше прийняв іслам, змінивши своє прізвище Гілмор на Алі, і приєднався до Ахмадійского мусульманського об'єднання. Алі навчався в Каліфорнійському коледжі Святої Марії, який закінчив у 1996 році зі ступенем у галузі масової комунікації.
Хоча Алі вступив до коледжу за баскетбольною стипендією, він розчарувався у спорті. Алі зацікавився акторством, особливо після того, як взяв участь у постановці «Spunk» (адаптація оповідань Зори Ніл Герстон), що наштовхнуло на навчання після випуску в Шекспірівському театрі Каліфорнії. Після річної перерви, коли Алі працював на Gavin Report (радіо Сан-Франциско), він вступив до Нью-Йоркського університету, де здобув ступінь магістра у 2000 році.
Одружений з Аматус Самі-Карім, актрисою та музиканткою. У лютому 2017 року у подружжя народилася донька.

## Фільмографія

### Актор

#### Фільми
| Рік  |    | Українська назва                       | Оригінальна назва                     | Роль                                  |
| ---- | -- | -------------------------------------- | ------------------------------------- | ------------------------------------- |
| 2003 | ф  | Революціонер                           | Making Revolution                     | Мак Ласлов                            |
| 2008 | кф |                                        | Umi's Heart                           | Езра                                  |
| 2008 | ф  | Загадкова історія Бенджаміна Баттона   | The Curious Case of Benjamin Button   | Тіззі                                 |
| 2009 | ф  | Перетинаючи кордон                     | Crossing Over                         | детектив Стрікленд                    |
| 2010 | ф  | Хижаки                                 | Predators                             | Момбаса                               |
| 2012 | ф  | Місце під соснами                      | The Place Beyond the Pines            | Кофі                                  |
| 2013 | ф  | Ідіть за сестрами                      | Go for Sisters                        | Дез                                   |
| 2014 | ф  | Голодні ігри: Переспівниця. Частина І  | The Hunger Games: Mockingjay – Part 1 | Боггс                                 |
| 2015 | ф  | Голодні ігри: Переспівниця. Частина ІІ | The Hunger Games: Mockingjay – Part 2 | Боггс                                 |
| 2016 | ф  | Приховані фігури                       | Hidden Figures                        | полковник Джим Джонсон                |
| 2016 | ф  | Вільний штат Джонса                    | The Free State of Jones               | Мозес Вашингтон                       |
| 2016 | ф  | Місячне сяйво                          | Moonlight                             | Хуан                                  |
| 2018 | ф  | Зелена книга                           | Green Book                            | Дон Ширлі                             |
| 2018 | мф | Людина-павук: Навколо всесвіту         | Spider-Man: Into the Spider-Verse     | Бродяга / Аарон Девіс (голос)         |
| 2019 | ф  | Аліта: Бойовий ангел                   | Alita: Battle Angel                   | Вектор                                |
| 2021 | ф  | Вічні                                  | The Eternals                          | Блейд (голос, в титрах не зазначений) |
| 2021 | ф  | Лебедина пісня                         | Swan Song                             | Кемерон                               |
| 2023 | мф | Людина-павук: Крізь Всесвіт            | Spider-Man: Across the Spider-Verse   | Бродяга / Аарон Девіс (голос)         |
| 2023 | ф  | Ілюзія безпеки                         | Leave the World Behind                | Джордж Вашингтон                      |
| 2025 | ф  | Світ Юрського періоду: Відродження     | Jurassic World: Rebirth               | Дункан Кінкейд                        |
| 2026 | ф  | Месники: Судний день                   | Avengers: Doomsday                    | Ерік Брукс / Блейд                    |
| 2027 | мф | Людина-павук: По той бік Всесвіту      | Spider-Man: Beyond the Spider-Verse   | Бродяга / Аарон Девіс (голос)         |
|      | ф  | Блейд: Вбивця вампірів                 | Blade, the Vampire Slayer             | Ерік Брукс / Блейд                    |

#### Телебачення
| Рік       |    | Українська назва                    | Оригінальна назва                 | Роль                                               |
| --------- | -- | ----------------------------------- | --------------------------------- | -------------------------------------------------- |
| 2001—2002 | с  | Розслідування Джордан               | Crossing Jordan                   | доктор Трей Сандерс (19 епізодів)                  |
| 2002      | с  | Привиди                             | Haunted                           | Алекс Делкур (епізод «Abby»)                       |
| 2002      | с  | Поліція Нью-Йорка                   | NYPD Blue                         | Рашард Колмен (епізод «Das Boots»)                 |
| 2003      | с  | CSI: Місце злочину                  | CSI: Crime Scene Investigation    | охоронець (епізод «Lucky Strike»)                  |
| 2003      | с  | Оперативник                         | The Handler                       | (епізод «Big Stones»)                              |
| 2003—2004 | с  | Матриця: Загроза                    | Threat Matrix                     | Джелані Гарпер (15 епізодів)                       |
| 2004—2007 | с  | 4400                                | The 4400                          | Річард Тайлер (28 епізодів)                        |
| 2009      | с  | Теорія брехні                       | Lie to Me                         | детектив Дон Г'юз (епізод «Do No Harm»)            |
| 2009      | с  | Закон і порядок: Спеціальний корпус | Law & Order: Special Victims Unit | Марк Фостер (епізод «Unstable»)                    |
| 2012      | с  | Алькатрас                           | Alcatraz                          | Кларенс Монтгомері (епізод «Clarence Montgomery»)  |
| 2013—2016 | с  | Картковий будинок                   | House of Cards                    | Ремі Дантон (33 епізоди)                           |
| 2016      | с  | Люк Кейдж                           | Luke Cage                         | містер Стоукс (6 епізодів)                         |
| 2017      | с  | Товариш детектив                    | Comrade Detective                 | тренер (дубляж, епізод «Two Films for One Ticket») |
| 2018      | с  | Кімната 104                         | Room 104                          | Франко (епізод «Shark»)                            |
| 2019      | с  | Справжній детектив (3-й сезон)      | True Detective                    | детектив Вейн Гейз (головна роль)                  |
| 2020      | с  | Рамі                                | Ramy                              | шейх Малік (6 епізодів)                            |
| 2021      | мс | Невразливий                         | Invincible                        | Титан (голос, 2 епізоди)                           |
|           | с  |                                     | The Plot                          | Джейк (8 епізодів)                                 |

### Продюсер
| Рік  |     | Українська назва | Оригінальна назва                                             | Роль                |
| ---- | --- | ---------------- | ------------------------------------------------------------- | ------------------- |
| 2020 | док |                  | We Are the Dream: The Kids of the Oakland MLK Oratorical Fest | виконавчий продюсер |
| 2021 | ф   | Лебедина пісня   | Swan Song                                                     | продюсер            |
|      | с   |                  | The Plot                                                      | виконавчий продюсер |